# Epipleoneura tariana
Epipleoneura tariana är en trollsländeart som beskrevs av Machado 1986. Epipleoneura tariana ingår i släktet Epipleoneura och familjen Protoneuridae. IUCN kategoriserar arten globalt som otillräckligt studerad. Inga underarter finns listade i Catalogue of Life.